# آخت‌دورپ
آاگدراپ (به لاتین: Aagtdorp) یک سکونتگاه مسکونی در هلند با جمعیت ۵۷۰ نفر است که در برگن واقع شده‌است.